# Bolączka sobotniej nocy
Bolączka sobotniej nocy – offowy film z 2003 roku w reżyserii Dominika Matwiejczyka.

## Obsada
- Bodo Kox
- Dawid Antkowiak
- Radek Fijołek
- Łukasz Lipiński
- Jacek Chamot
- Goria Kornyluk
- Lucyna Piwowarska-Dmytrów
- Mayumi Tanaka

## Fabuła
Opowieść o próbie poderwania dziewczyn w knajpie przez trzech chłopców, którzy są  mocni tylko w gębie. Film nawiązuje nieco do kina Jarmuscha, Smitha i produkcji w rodzaju „Swingers”.